# Lagerström (adelsätt)
Den svenska adliga ätten Lagerström, nummer 1228, är en utgrening från  östgötasläkten Laurin, där även andra numera utslocknade grenar adlats med namnen Laurin (nummer 926) och Klöfverfelt (nummer 407).
Lagerströmsgrenens  stamfar hette Magnus Laurin (1666–1736). Han var född i Stockholm och var jurist och ämbetsman i den svenska statsförvaltningen. Han kom 1793 till svenska Pommern, där han avancerade till regeringsråd 1704 och 1728 fick avsked med kanslers titel. Han adlades 1691 med namnet Lagerström och introducerades på svenska Riddarhuset 1693 under nummer 1228.
Magnus Lagerström hade två söner. Johan Efraim (1687–1849) blev officer vid kavalleriregementen i de svenska besittningarna i Nordtyskland. Från honom utgår den på 1800-talet i Tyskland fortlevande ätten von Lagerström. Den yngre sonen Magnus Lagerström (1691–1759) återflyttade till Sverige och slutade som direktör vid Svenska ostindiska kompaniet. Han var gift men dog barnlös. Ätten är därmed utgången i Sverige.